# سيميانا (بافيا)
سيميانا (بالإيطالية: Semiana)‏ هي بلدة تقع في مقاطعة بافيا بإقليم لومبارديا في شمال إيطاليا. تبلغ مساحة هذه المدينة 9.9 (كم²)، وترتفع عن سطح البحر م، بلغ عدد سكانها 256 نسمة في عام 2004 حسب إحصاء المعهد الوطني للإحصاء.